# Hylas och nymferna
Hylas och nymferna (engelska: Hylas and the Nymphs) är en oljemålning av den brittiske konstnären John William Waterhouse. Den målades 1896 och förvärvades samma år av Manchester Art Gallery. 
Den grekiske hjälten Hylas var en argonaut som i Mysien lockades bort av några najader (vattennymfer) och aldrig återfanns trots ihärdigt sökande av Herakles. Waterhouse tillhörde andra generationens prerafaeliter och målade gärna motiv från grekisk-romersk mytologi och Arturlegenderna. Han hade redan 1893 målat samma motiv i verket Najaden eller Hylas med en nymf som idag är i privat ägo.

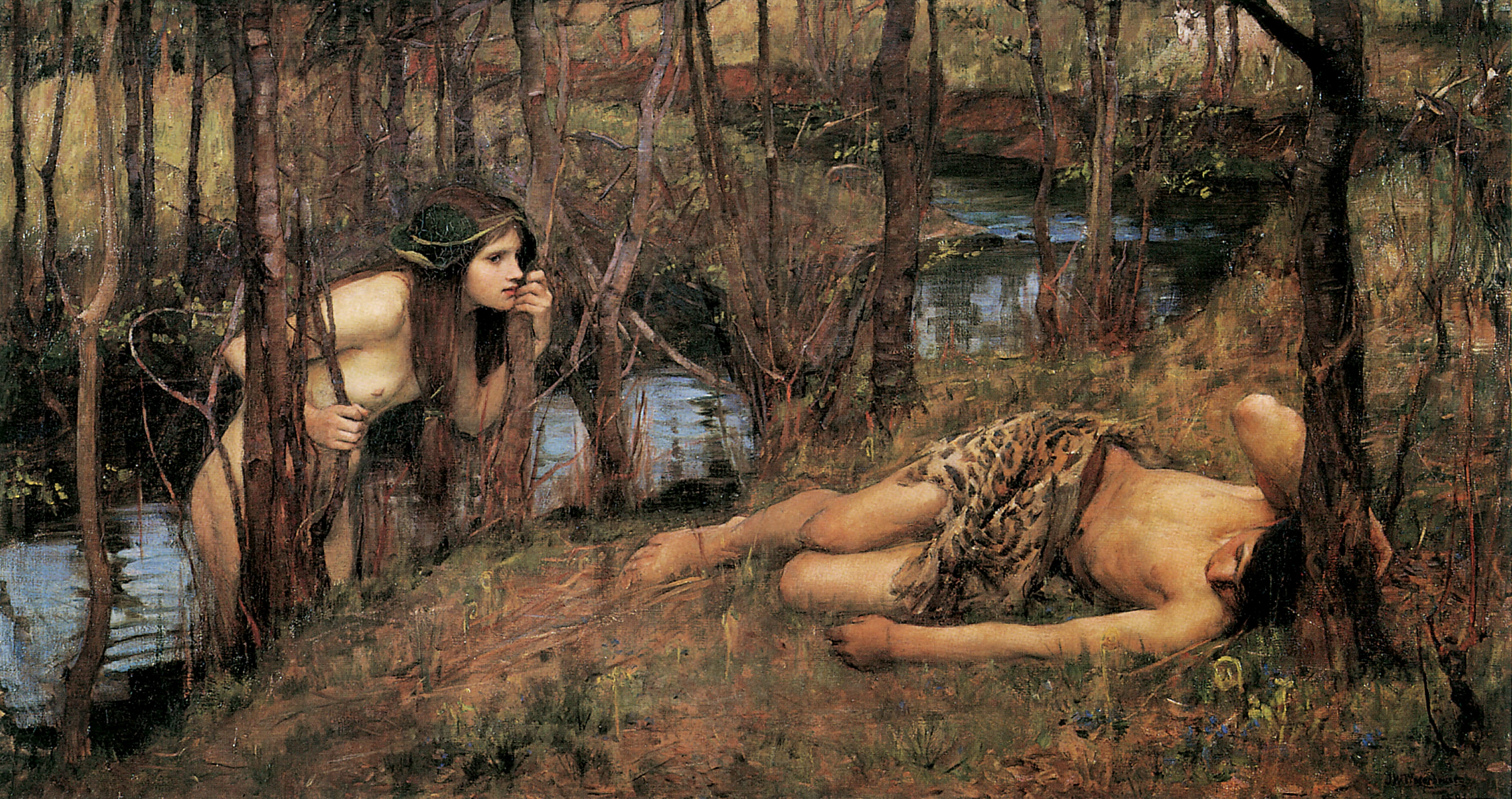
Waterhouse, Najaden eller Hylas med en nymf, 1893, 66 x 127 cm, privat ägo.
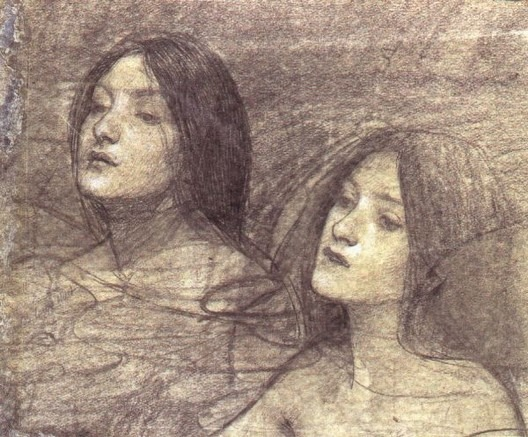
Skiss